# La Costa (región bonaerense)

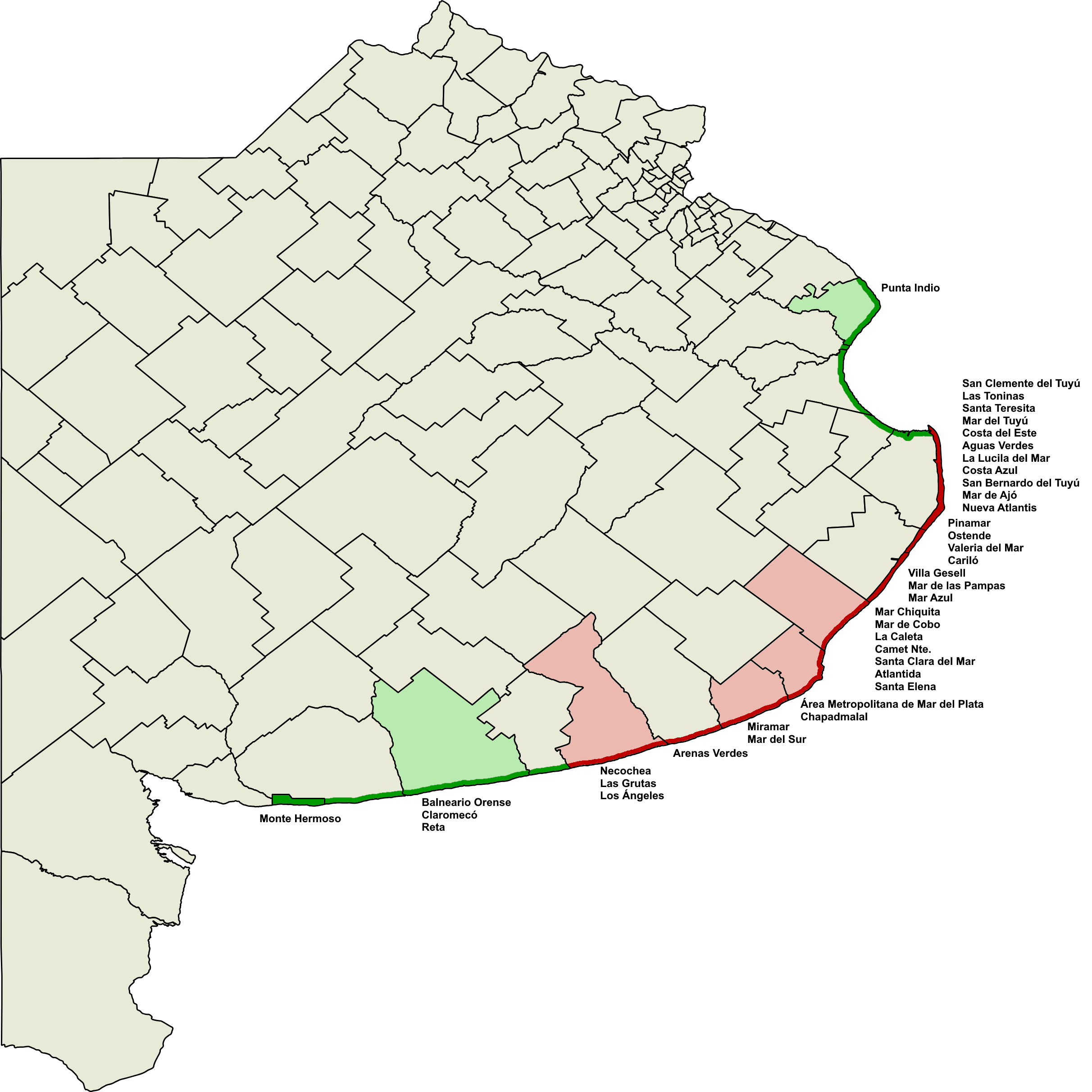
En rojo oscuro el área asociada con la Costa, en verde oscuro áreas que también pueden ser consideradas como parte, y en colores claros las áreas de sus municipios que no forman parte.

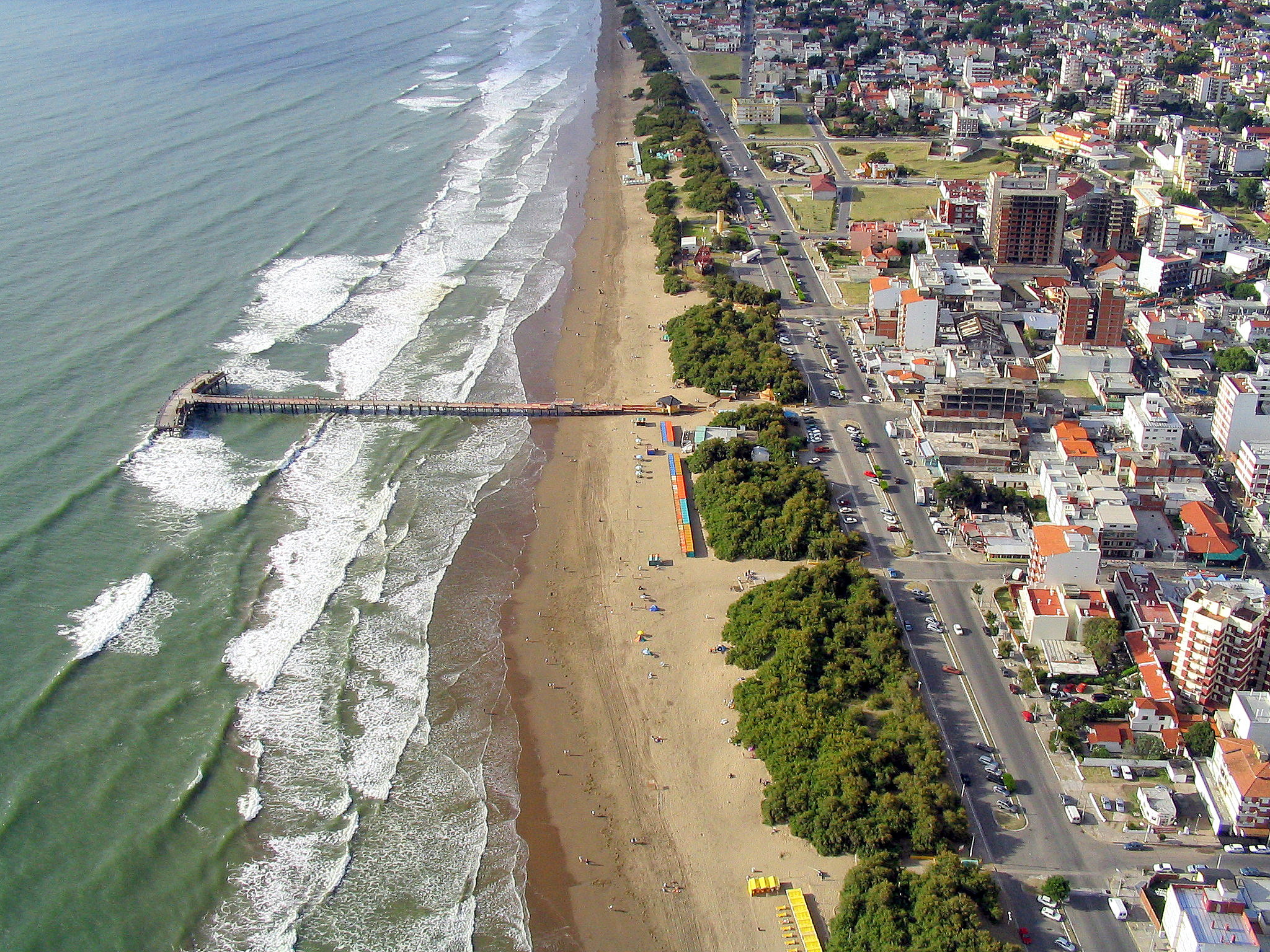
Vista de la ciudad de Santa Teresita, en la costa atlántica bonaerense.

La Costa es el nombre con el que conoce a la serie de localidades balnearias sobre el Océano Atlántico a lo largo de la provincia de Buenos Aires, Argentina. Las playas de esta región son el destino más popular para el turismo local. Entre diciembre de 2022 y la primera quincena de febrero de 2023, más de 13,1 millones de personas visitaron la región, estableciendo un récord absoluto.
La región de la costa atlántica bonaerense ha recibido hasta los 1870s el nombre de El Mullún, palabra mapudungun que significa lugar costero, se caracteriza El Mullún por la presencia de grandes dunas, naturalmente móviles (fijados con forestación desde fines de siglo XIX por los inmigrantes europeos) y costas acantiladas o con barrancas que tocan al océano generalmente con interpuestas amplias playas arenosas.
La costa bonaerense en su totalidad se extiende a lo largo de 1200 km. Al norte las costas atlánticas comienza la bahía de Samborombón, que es donde finaliza el estuario del Río de la Plata; en su extremo sur finaliza en la desembocadura del río Negro.

## Geografía y costas

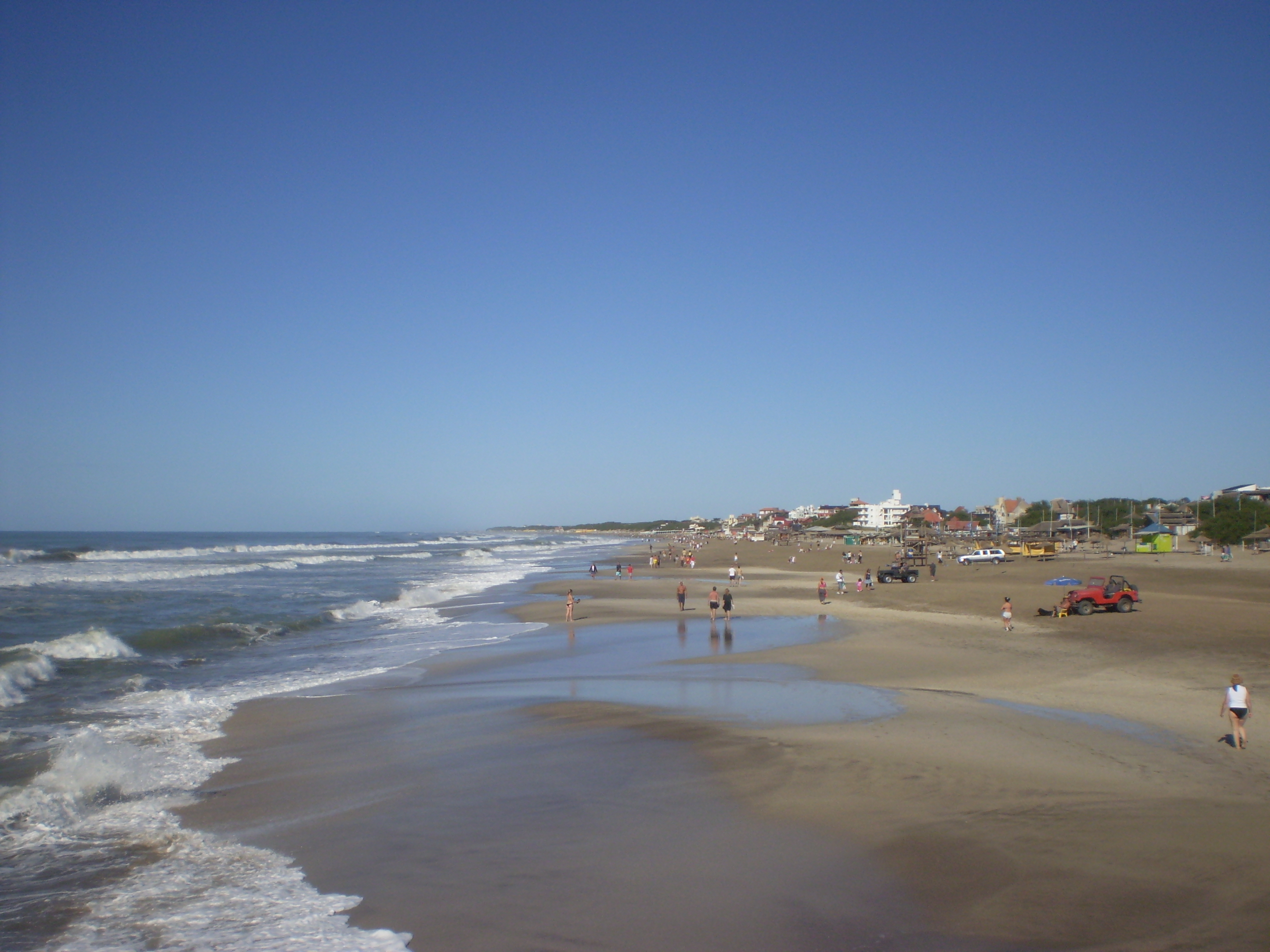
Costa bonaerense: playa de Pinamar.

Las costas argentinas,sobre su litoral marítimo, son regulares y presentan escasas bahías. La costa bonaerense se extiende desde el final del Río de la Plata y la desembocadura del río Negro.
Las mismas comienzan en punta Rasa, extremo norte del cabo San Antonio. Esta costa presenta amplias playas, con dunas, y costas primero bajas y arenosas, luego más al sur rocosas y con altos acantilados, para luego continuar alternando playas arenosas con acantilados bajos y toscosos. Entre sus rasgos principales se encuentran punta Médanos (la punta sur del cabo San Antonio, la laguna costera de Mar Chiquita; una serie de acantilados que afloran en cabo Corrientes (Mar del Plata), expresión final del sistema de Tandilia; la bahía Blanca, guardada por las islas Bermejo, Trinidad, Wood, Ariadna y otros islotes; la península Verde y la caleta Brightman; las islas Otero y Margarita, en la bahía Unión, desembocadura del río Colorado; las bahías Anegada y San Blas, guardadas por las islas de los Ranchos, de los Césares, Flamenco y San Blas.

## Principales ciudades
Sobre las costas bonaerenses se asientan múltiples ciudades y poblaciones, las más próximas a la ciudad de Buenos Aires forman parte su
De norte a sur, las ciudades con más de 10000 habitantes son (2010):
San Clemente del Tuyú, Santa Teresita, Mar de Ajó, Pinamar, Villa Gesell, Mar del Plata, Miramar, Necochea, Quequén, Punta Alta, Bahía Blanca, Patagones. Si bien Mar del Plata inicialmente fue fundada como centro de veraneo, la ciudad y su zona de influencia que posee (datos 2010) una población de unos 600000 habitantes además de la actividad turística se ha convertido en un centro industrial y económico con actividad a lo largo de todo el año, incluyendo pesca y servicios a la explotación agrícola ganadera de la región pampeana. Por su parte, Quequén se destaca por su puerto Quequén, desde el cual se embarca parte de las exportaciones de granos de Argentina. Bahía Blanca es un puerto de aguas profundas de gran envergadura por el que se canalizan exportaciones de cereales, y ofició durante muchos años como cabecera de distribución de productos para la Patagonia, especialmente por su conexión mediante ferrocarril con la ciudad de Buenos Aires.

## Turismo

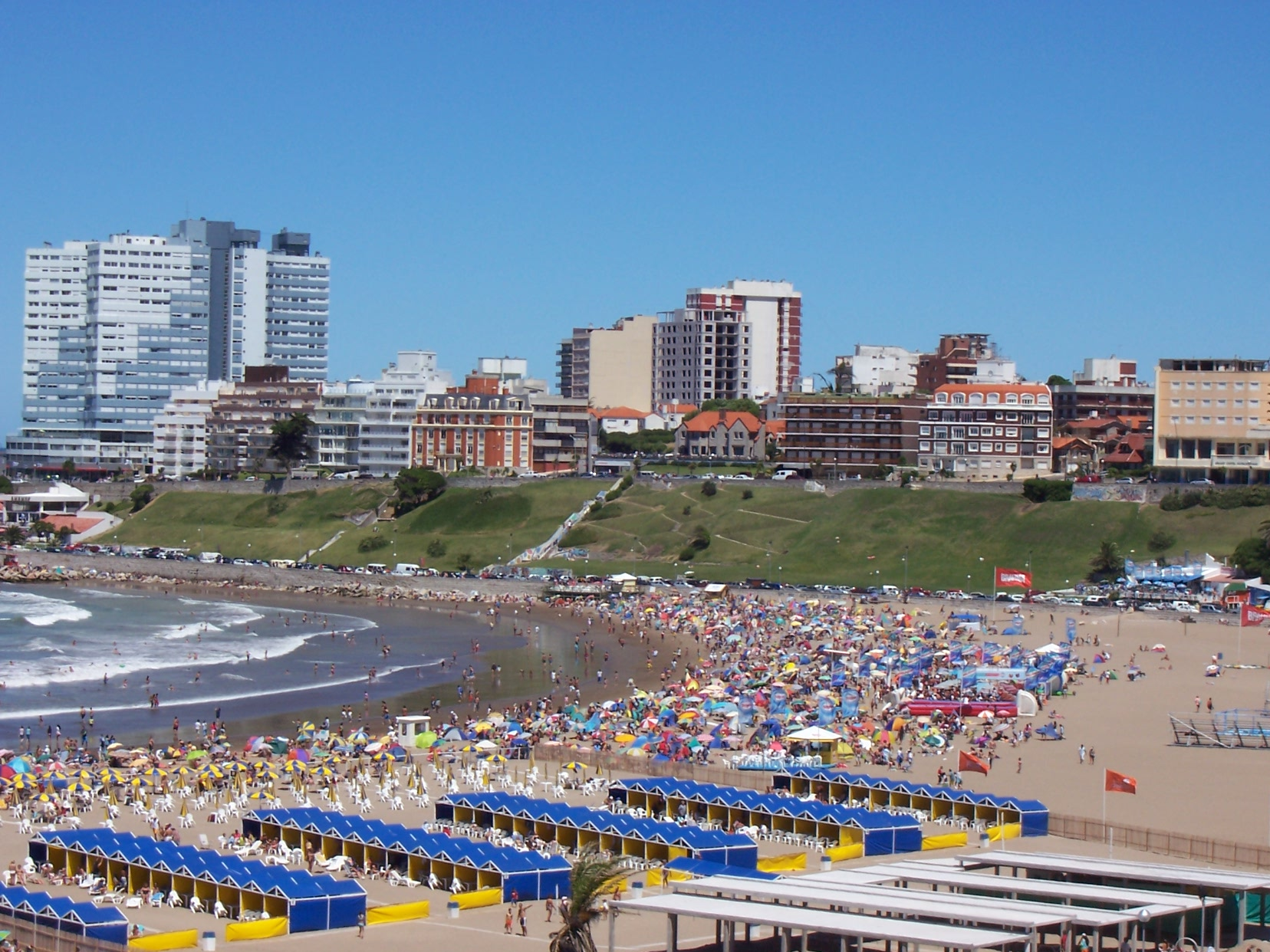
Mar del Plata, uno de los balnearios más visitados de América del Sur.

La provincia de Buenos Aires posee un marcado desarrollo turístico, que se manifiesta en diversas áreas.
El turismo es una de las principales actividades económicas de la costa bonaerense, el turismo se desarrollada en las playas de la costa de la provincia, junto al mar Argentino. Son casi 1.200 km de playas, junto a las cuales hay balnearios con diversos grados de desarrollo urbano. Algunos basan su atractivo turístico en un escaso desarrollo urbano que facilite el acceso a los atractivos naturales del lugar (no sólo las playas, sino también los bosques o zonas con dunas), mientras que otros sitios se desarrollan en un grado que les permita recibir a grandes cantidades de turistas y brindar los servicios adecuados para estos. La ciudad más destacada es Mar del Plata, que es el destino turístico más importante de Argentina, junto a otras como San Bernardo del Tuyú, San Clemente del Tuyú, Santa Teresita y Mar de Ajó en el partido de La Costa -segundo destino turístico más importante del país- arenas verdes(partido de Loberia) Necochea, Miramar, Pinamar, Villa Gesell,Claromecó,Reta yOrense(partido de Tres Arroyos) y Monte Hermoso, entre otras.

### Puertos
Los principales puertos sobre las costas bonaerenses sobre el mar Argentino en el Océano Atlántico son los siguientes:
| Nombre                  | Ciudad        |
| Puerto Ingeniero White  | Bahía Blanca  |
| Puerto Galván           | Bahía Blanca  |
| Puerto de Mar del Plata | Mar del Plata |
| Puerto de Quequén       | Quequén       |